# Александар Кобац
Александар Кобац (Београд, 25. април 1971) српски је композитор и аранжер. За петнаест година рада, иза себе има више од три хиљаде песама и преко триста хитова. 2005. године је са групом Фламингоси и песмом Луди љетни плес учествовао на Беовизији, 2008. године са Стефаном Филиповићем и песмом Заувијек волим те учествовао на Евровизији, а 2009. године са Марком Коном и Миланом Николићем и песмом Ципела учествовао на Беовизији, те исте године на Евровизији у Москви. Ради музику за бугарске, македонске, црногорске, босанске и хрватске уметнике. Компонује музику за ТВ емисије као што су Ћао Дарвине и Амиџи шоу, као и музику за индустријски филм.